# Anglesos
Els anglesos són un grup humà procedent d'Anglaterra. El seu origen es remunta a l'alta edat mitjana amb la invasió de diferents pobles germànics, com els angles, els saxons o els jutes, coneguts conjuntament com a anglosaxons, i més tard danelaws o normands, emigrants del nord d'Europa. Des del 1707, amb l'Acta d'Unió Anglaterra forma part del Regne Unit, per la qual cosa la majoria d'anglesos tenen la nacionalitat britànica.
Al llarg de la història el Regne Unit ha rebut diverses onades migratòries, per la qual cosa la majoria d'anglesos tenen ancestres de diferents països, particularment aquells de la Commonwealth. Així mateix la cultura anglesa ha influenciat molts dels territoris de l'antic Imperi Britànic.